# Klyxum rotundum
Klyxum rotundum är en korallart som först beskrevs av Thomson och Dean 1931.  Klyxum rotundum ingår i släktet Klyxum och familjen Alcyonidae. Inga underarter finns listade i Catalogue of Life.